# Trichostomum lutescens
Trichostomum lutescens là một loài Rêu trong họ Pottiaceae. Loài này được (Dicks.) P. Beauv. miêu tả khoa học đầu tiên năm 1805.